# 蓬图
蓬图（法語：Pontoux，法語發音：[pɔ̃tu]）是法国索恩-卢瓦尔省的一个市镇，属于索恩河畔沙隆区。

## 地理
蓬图（46°55'27"N, 5°6'33"E）面积13.77 平方千米，位于法国勃艮第-弗朗什-孔泰大區索恩-卢瓦尔省，该省份为法国中部省份，北起顺时针与科多尔省、汝拉省、安省、罗讷省、卢瓦尔省、阿列省和涅夫勒省接壤。
与蓬图接壤的市镇（或旧市镇、城区）包括：蒙莱瑟尔、沙尔奈莱沙隆、弗龙特纳尔、纳维利、索尼耶尔、塞尔梅斯、图特南。

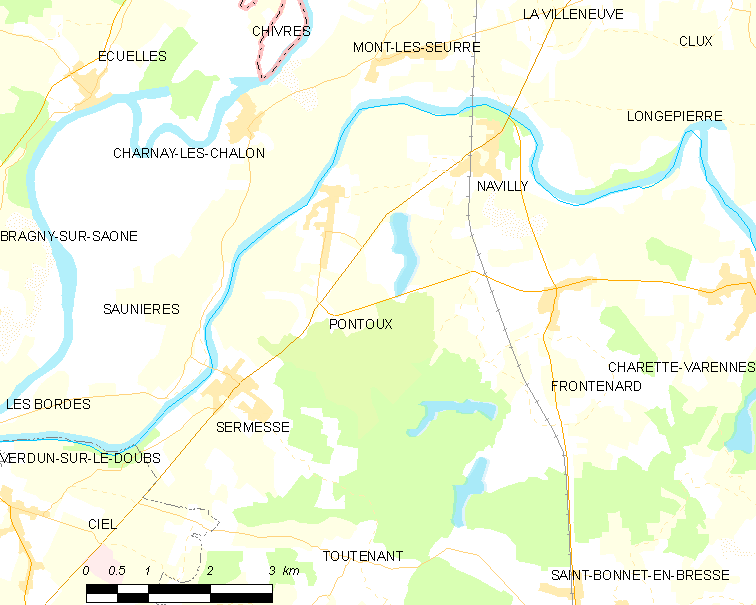
蓬图的OSM定位图

蓬图的时区为UTC+01:00、UTC+02:00（夏令时）。

## 行政
蓬图的邮政编码为71270，INSEE市镇编码为71355。

## 政治
蓬图所属的省级选区为热尔日县。

## 人口

1962-2008年间蓬图人口变化图示

蓬图于2022年1月1日时的人口数量为276人。